# Diócesis de Thanh Hóa
La diócesis de Thanh Hóa (en latín: Dioecesis de Thanh Hoa y en vietnamita: Giáo phận Thanh Hóa) es una circunscripción eclesiástica latina de la Iglesia católica en Vietnam, sufragánea de la arquidiócesis de Hanói. La diócesis tiene al obispo Joseph Nguyên Duc Cuong como su ordinario desde el 25 de abril de 2018. 

## Territorio y organización
La diócesis tiene 11 700 km² y extiende su jurisdicción sobre los fieles católicos de rito latino residentes en la provincia de Thanh Hóa.
La sede de la diócesis se encuentra en la ciudad de Thanh Hóa, en donde se halla la Catedral de la Inmaculada Concepción.
En 2020 en la diócesis existían 79 parroquias.

## Historia
El vicariato apostólico de Thanh Hóa fue erigido el 7 de mayo de 1932 con el breve Ut clero indigenae del papa Pío XI, obteniendo el territorio del vicariato apostólico de Phát Diêm (hoy diócesis de Phát Diêm).
El 24 de noviembre de 1960 el vicariato apostólico fue elevado a diócesis con la bula Venerabilium Nostrorum del papa Juan XXIII.

## Estadísticas
De acuerdo al Anuario Pontificio 2021 la diócesis tenía a fines de 2020 un total de 154 000 fieles bautizados.
| Año                                                                             | Población            | Población | Población      | Sacerdotes | Sacerdotes    | Sacerdotes    | Bautizados por sacerdote | Diáconos permanentes | Religiosos | Religiosos | Parroquias |
| Año                                                                             | Bautizados católicos | Total     | % de católicos | Total      | Clero secular | Clero regular | Bautizados por sacerdote | Diáconos permanentes | Varones    | Mujeres    | Parroquias |
| ------------------------------------------------------------------------------- | -------------------- | --------- | -------------- | ---------- | ------------- | ------------- | ------------------------ | -------------------- | ---------- | ---------- | ---------- |
| 1963                                                                            | 47 000               | 1 700 000 | 2.8            | 26         | 26            |               | 1807                     |                      |            | 30         | 44         |
| 1999                                                                            | 113 710              | 3 553 710 | 3.2            | 30         | 30            |               | 3790                     |                      |            | 102        | 46         |
| 2000                                                                            | 116 426              | 3 600 000 | 3.2            | 35         | 35            |               | 3326                     |                      |            | 112        | 46         |
| 2001                                                                            | 121 021              | 3 467 609 | 3.5            | 36         | 36            |               | 3361                     |                      |            | 121        | 46         |
| 2003                                                                            | 125 674              | 3 467 609 | 3.6            | 40         | 40            |               | 3141                     |                      |            | 148        | 46         |
| 2004                                                                            | 128 206              | 3 509 600 | 3.7            | 39         | 39            |               | 3287                     |                      |            | 152        | 46         |
| 2008                                                                            | 137 195              | 4 300 000 | 3.2            | 60         | 60            |               | 2286                     |                      |            | 206        | 51         |
| 2014                                                                            | 142 454              | 4 123 000 | 3.5            | 80         | 80            |               | 1780                     |                      |            | 167        | 51         |
| 2017                                                                            | 147 585              | 4 291 000 | 3.4            | 106        | 104           | 2             | 1392                     | 14                   | 2          | 212        | 73         |
| 2020                                                                            | 154 000              | 4 440 000 | 3.5            | 147        | 145           | 2             | 1047                     | 14                   | 4          | 357        | 79         |
| Fuente: Catholic-Hierarchy, que a su vez toma los datos del Anuario Pontificio. |                      |           |                |            |               |               |                          |                      |            |            |            |

## Episcopologio
- Louis-Christian-Marie de Coomann, M.E.P. † (21 de junio de 1932-24 de noviembre de 1960 renunció)
- Pierre Pham Tân † (24 de noviembre de 1960 por sucesión-1 de febrero de 1990 falleció)
  - Sede vacante (1990-1994)
- Barthélémy Nguyên Son Lâm, P.S.S. † (23 de marzo de 1994-9 de junio de 2003 falleció)
- Joseph Nguyên Chi Linh (21 de mayo de 2004-29 de octubre de 2016 nombrado arzobispo de Huê)
  - Joseph Nguyên Chi Linh (29 de octubre de 2016-25 de abril de 2018) (administrador apostólico)
- Joseph Nguyên Duc Cuong, desde el 25 de abril de 2018